# Glanegg (Karyntia)
Glanegg – gmina w Austrii, w kraju związkowym Karyntia. w powiecie Feldkirchen. Według Austriackiego Urzędu Statystycznego liczyła 1905 mieszkańców (1 stycznia 2015).